# 사나이 멋진 이별
"사나이 멋진 이별"는 1971년 공개된 대한민국의 영화이다.

## 배역
- 최불암
- 문희